# Windows 3.x
A Windows 3.x a Microsoft Windows operációs rendszerének 3.0-s, 3.1-es, 3.11-es és 3.2-es verziójának összefoglaló neve.

## Windows 3.0
A Microsoft Windows 3.0, a számítástechnikában a Microsoft Windows grafikus felhasználói felület harmadik főbb kiadása. Az 1990-ben kiadott változat továbbfejlesztett 16 színű grafikát, jobb teljesítményt és a még erőteljesebb Intel 386 processzor teljes támogatását foglalta magában. Sok hozzáértő ember is erre a változatra vezeti vissza a Windows-verziókat. Az új verzióban helyet talált a Programkezelő, a Fájlkezelő és a Nyomtatásvezérlő; teljesen újra lett írva az alkalmazásfejlesztő-környezet; valamint Windows-ikonok továbbfejlesztett készletét tartalmazta. A Windows 3.0 népszerűsége tovább nőtt az új Windows szoftverfejlesztő készlet (Software Development Kit; SDK) megjelenésével, mely segített a szoftverfejlesztőknek abban, hogy ne kelljen az eszközillesztők megírásával több időt tölteniük, mint magával az alkalmazással. A külső hardver- és szoftverfejlesztők széles körű elfogadása segített a Windows 3.0 sikerének meghozásában.

## Windows 3.1x

### Windows 3.1
1992-ben a Microsoft kiadta a Windows 3.1-et (kódnevén Janus). A Windows 3.0-hoz képest újítás az alapszintű multimédia-támogatottság, valamint a TrueType betűtípusrendszer. Ez volt az első Windows, amelyet magyar nyelven is kiadtak, és ez volt az utolsó 16 bites Windows a Windows NT indulásáig.

### Windows 3.11
Az 1993-ban kiadott, magyar nyelven is megjelent Windows for Workgroups 3.11 (kódnevén Snowball) változat egyenrangú munkacsoport-támogatást vett fel szolgáltatásai körébe. Ez az első verzió, melynek segítségével a Windows-alapú személyi számítógépek beépített hálózati funkciókkal rendelkeztek, és ez nagy lépést jelentett az ügyfél–kiszolgáló számítógépes fejlődésben. A 3.11-es Windowst helyi hálózatokban (LAN) és egyedülálló számítógépeken és laptopokon is használták. Főként a vállalati felhasználóknak fontos funkciók kerültek bele újdonságként, mint például a központosított beállítás és biztonság, a Novell NetWare hálózatok jelentősen továbbfejlesztett támogatása, valamint a távoli hozzáférés szolgáltatás (remote access service; RAS).
Később még kiadtak egy Windows 3.2-es változatot, mely csak kínai nyelvre készült el.